# بيتر باريت
بيتر باريت (3 يونيو 1955 بونشستر في المملكة المتحدة - 28 أكتوبر 1983 في المملكة المتحدة) (بالإنجليزية: Peter Barrett)‏ هو لاعب كريكت بريطاني. لعب مع نادي مقاطعة هامبشاير للكريكت ‏.

## وصلات خارجية
- بيتر باريت على موقع إي آس بي آن كريك إنفو (الإنجليزية)